# Spade Cooley
Spade Cooley (17 de diciembre de 1910 - 23 de noviembre de 1969) fue un músico de estilo Western swing, líder de big band, actor, y personalidad televisiva estadounidense, cuya carrera artística finalizó al ser arrestado y condenado por el asesinato de su segunda esposa, Ella Mae Evans.

## Biografía
Su verdadero nombre era Donnell Clyde Cooley, y nació en Grand, Oklahoma.
Uno de los grupos que actuaban en el Venice Pier Ballroom estaba dirigido por Jimmy Wakely, y en el mismo tocaba Spade Cooley el violín. Cuando Jimmy Wakely consiguió un contrato cinematográfico con Universal Pictures, Cooley le reemplazó como líder de la orquesta.
Cooley contrató al vocalista Tex Williams, a fin de elevar el éxito de la orquesta. Su compromiso de 18 meses con la misma supuso un récord de espectadores para inicios de la década de 1940. Su tema "Shame On You," editado por el sello de Columbia Records OKeh Records, fue grabado en diciembre de 1944, y se mantuvo como número 1 durante dos meses en las listas de country. "Shame on You" fue el primero de una cadena de seis Top Ten singles, entre los que se incluía "Detour" y "You Can't Break My Heart." 
También presentó un show televisivo en Los Ángeles entre 1949 y 1959. El Hoffman Hayride fue tan famoso que se estimaba que el 75 por ciento de las cadenas televisivas del área sintonizaban con el espectáculo todos los sábados por la noche. 
Cooley también actuó en 38 filmes de género western, casi siempre en pequeños papeles y como doble del actor cowboy Roy Rogers. Sin embargo, en 1950 Cooley tuvo papeles de más importancia en varias películas, y protagonizó dos cortos: "King of Western Swing" y "Spade Cooley & His Orchestra."
Tras una "Battle Of The Bands" contra Bob Wills y sus Texas Playboys en el Venice Pier Ballroom, que fue ganada por Cooley, empezó a promocionarse como el "Rey del Western Swing." Western swing, término no utilizado antes de 1942 para definir a este estilo de música, fue ideado por el entonces promotor de Cooley, Forman Phillips.

## Asesinato de Ella Mae Evans
En 1961 su mujer le expuso su deseo de divorciarse, y un borracho Cooley respondió golpeándola y dándole patadas hasta matarla. En el juicio, mientras recibía la sentencia, Cooley sufrió un infarto agudo de miocardio. Tras cumplir ocho años de prisión, el estado de California le dio un permiso temporal para tocar en un concierto benéfico para la Deputy Sheriffs Association del Condado de Alameda en el Teatro Paramount de Oakland (California). Tras la actuación sufrió un nuevo infarto, a causa del cual falleció. Fue enterrado en el Cementerio Decoto de Hayward, California.

## Discografía
| Selected Discography | Selected Discography           | Selected Discography | Selected Discography |
| Fecha                | Título                         | Sello                |                      |
| -------------------- | ------------------------------ | -------------------- | -------------------- |
| 1941                 | Tell Me Why                    | Westernair 801       |                      |
| 05/03/46             | Oklahoma Stomp                 | Columbia 20573       |                      |
| 05/03/46             | Steel Guitar Rag               | Columbia 39054       |                      |
| 06/06/46             | Spadella                       | Columbia 37585       |                      |
| 06/06/46             | Swingin' the Devil's Dream     | Columbia 28253       |                      |
| 04/25/47             | All Aboard for Oklahoma        | RCA 20-2552          |                      |
| 01/31/47             | Minuet in Swing                | RCA 20-22181         |                      |
| 05/09/47             | You Can't Take Texas out of Me | RCA 20-3547          |                      |
| 05/29/52             | One Sweet Letter from You      | Decca 28344          |                      |

| Top 40 Hits. | Top 40 Hits. | Top 40 Hits.                           | Top 40 Hits.   |
| Año          | Posición     | Título                                 | Sello          |
| ------------ | ------------ | -------------------------------------- | -------------- |
| 1945         | 1            | Shame On You                           | OKeh 6731      |
| 1945         | 8            | A Pair of Broken Hearts                | "              |
| 1945         | 4            | I've Taken All I'm Gonna Take from You | OKeh 6746      |
| 1946         | 2            | Detour                                 | Columbia 36935 |
| 1946         | 3            | You Can't Break My Heart               | "              |
| 1947         | 4            | Crazy 'Cause I Love You                | Columbia 37058 |